# Припутенка
Припуте́нка (раніше — Слобода Припутенка) — село в Україні, у Ізяславській міській громаді Шепетівського району Хмельницької області. Населення становить 70 осіб.

## Географія
Селом протікає річка Понора.

## Історія
У 1906 році село Ізяславської волості Ізяславського повіту Волинської губернії. Відстань від повітового міста 4 верст, від волості 4. Дворів 7, мешканців 55.
7 (20) листопада 1917 року, відповідно до Третього Універсалу Української Центральної Ради, увійшло до складу Української Народної Республіки.
12 червня 2020 року, відповідно до розпорядження Кабінету Міністрів України № 727-р «Про визначення адміністративних центрів та затвердження територій територіальних громад Хмельницької області», увійшло до складу Ізяславської міської територіальної громади.
19 липня 2020 року, в результаті адміністративно-територіальної реформи та ліквідації Ізяславського району, село увійшло до складу новоутвореного Шепетівського району